# Jan Rutkiewicz (reżyser)

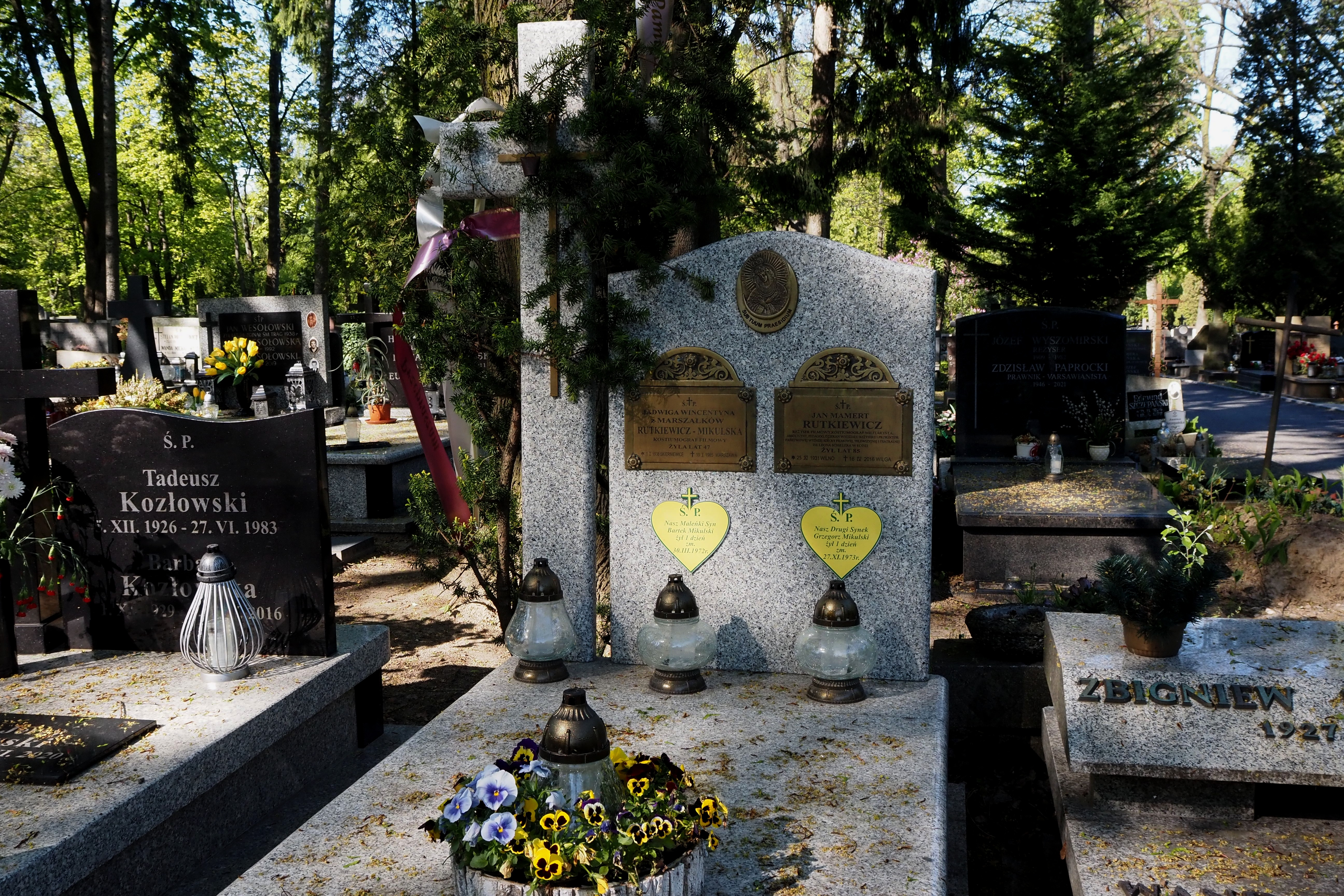
Grób kostiumografki Jadwigi Rutkiewicz-Mikulskiej i reżysera Jana Rutkiewicza na Cmentarzu Wojskowym na Powązkach w Warszawie

Jan Rutkiewicz (ur. 25 listopada 1931 w Wilnie; zm. 16 kwietnia 2016 w miejscowości Wilga koło Garwolina) – polski reżyser filmowy, aktor, scenarzysta, kostiumograf i specjalista ds. militariów.

## Życiorys
Był absolwentem wydziału reżyserii Państwowej Wyższej Szkoły Filmowej, Telewizyjnej i Teatralnej im. Leona Schillera w Łodzi (1959). Jako reżyser debiutował na początku lat 60. nowelami składającymi się na filmy: Jadą goście jadą... (1962) oraz Weekendy (1963). Następnie w latach 1964-86 samodzielnie wyreżyserował 9 filmów kinowych i telewizyjnych. W latach 80. zajął się kostiumografią, a z czasem stał się najbardziej cenionym, obok Andrzeja Szenajcha, specjalistą do spraw militariów w filmie polskim. Od 1974 był wykładowcą PWSFTViT w Łodzi. Pełnił m.in. funkcję prodziekana wydziału reżyserii.
Ojciec Magdaleny Rutkiewicz-Luterek.
Zmarł 16 kwietnia 2016 w swoim domu pod Garwolinem. Pogrzeb odbył się 22 kwietnia na Cmentarzu Wojskowym na Powązkach w Warszawie (kwatera B23-8-29).

## Filmografia (jako reżyser)
- Jadą goście jadą... (1962; reżyser noweli 2)
- Weekendy (1963; reż. noweli 1. pt. Julia)
- Zakochani są między nami (1964)
- Kochajmy syrenki (1966)
- Różaniec z granatów (1970)
- Wiktoryna, czyli czy pan pochodzi z Beauvais? (1971)
- Skarb trzech łotrów (1972)
- Egzekucja w ZOO (1975)
- Poza układem (1977)
- Tate (1985)
- Pogrzeb lwa (1986)